# Hannes Ambelang
Hannes Ambelang (* 15. September 1982 in Hennigsdorf) ist ein deutscher Volleyball- und Beachvolleyballspieler.

## Karriere

### Hallen-Volleyball
Der gebürtige Hennigsdorfer begann seine Volleyball-Karriere 1995 im Junioren-Team vom VC Olympia Berlin. 2001 wechselte Ambelang zum Zweitligisten Volley Dogs Berlin, mit dem er 2002 in die Bundesliga aufstieg. 2004 wechselte der Libero zum Lokalrivalen Netzhoppers Königs Wusterhausen, mit dem ihm 2006 erneut der Bundesligaaufstieg gelang. Aus Verletzungsgründen beendete Ambelang 2007 seine Hallenkarriere.

### Beachvolleyball
Parallel zu seiner Karriere in der Halle spielte Ambelang auch Beachvolleyball. Mit Manuel Rieke erreichte er 1999 den dritten Platz bei der deutschen B-Jugend-Meisterschaft in Bocholt. Ambelang/Rieke wurden 2000 deutscher A-Jugend-Meister in München, belegten 2002 Platz fünf bei der U21-Weltmeisterschaft in Catania und gewannen 2003 die Bronzemedaille bei der U23-Europameisterschaft in Stare Jabłonki. 2005 gewannen sie die Beach Cups in Norderney und Wyk auf Föhr. An den deutschen Meisterschaften in Timmendorfer Strand nahmen sie von 2003 bis 2006 viermal teil. 2007 bestritt Ambelang mit Arvid Kinder drei Turniere der deutschen Serie.